# Jacek Potulski
Jacek Tomasz Potulski (ur. 18 września 1977 r. w Gdyni) – polski prawnik, doktor habilitowany nauk prawnych, profesor uczelni Uniwersytetu Gdańskiego, specjalista w zakresie prawa karnego.

## Życiorys
W 2005 na podstawie napisanej pod kierunkiem Jarosława Warylewskiego rozprawy pt. Dziecko jako przedmiot czynu zabronionego otrzymał na Wydziale Prawa i Administracji Uniwersytetu Gdańskiego stopień naukowy doktora nauk prawnych w zakresie prawa, specjalność: prawo karne. Tam też w 2019 na podstawie dorobku naukowego oraz rozprawy pt. Korupcja w ujęciu normatywnym. Odpowiedzialność karna i jej wyłączenie uzyskał stopień doktora habilitowanego nauk prawnych w zakresie prawa.
Został profesorem uczelni w Katedrze Prawa Karnego Materialnego i Kryminologii Wydziału Prawa i Administracji Uniwersytetu Gdańskiego.